# European Champions League 2001-2002 (pallavolo femminile)
La European Champions League di pallavolo femminile 2001-2002 è stata la 42ª edizione del massimo torneo pallavolistico europeo per squadre di club; iniziata con la fase a gironi a partire dal 4 dicembre 2001, si è conclusa con la final-four di Istanbul, in Turchia, il 17 marzo 2002. Alla competizione hanno partecipato 11 squadre e la vittoria finale è andata per la prima volta al Racing Club de Cannes.

## Squadre partecipanti
| - Bergamo - RC Cannes - Diego Porcelos - Uraločka - Eczacıbaşı - VakıfBank GS | - Kaštela - Branik - PTPS - Schweriner - Tenerife |

## Fase a gironi

### Gironi
| Girone A                            | Girone B                      | Girone C                                |
| ----------------------------------- | ----------------------------- | --------------------------------------- |
| Bergamo Eczacıbaşı Kaštela Tenerife | RC Cannes VakıfBank GS Branik | Diego Porcelos Uraločka PTPS Schweriner |

## Play-off a 8

### Squadre qualificate
- Bergamo
- RC Cannes
- Eczacıbaşı
- Tenerife

## Final-four
La final four si è disputata ad Istanbul ( Turchia). Le semifinali si sono disputate il 16 marzo, mentre la finale per 3º/4º posto e la finalissima si è giocata il 17 marzo.

### Finali 1º e 3º posto
|  | Semifinali | Semifinali | Semifinali |         |           | Finale             | Finale             | Finale             |  |
|  |            |            |            |         |           |                    |                    |                    |  |
|  | Tenerife   | Tenerife   | 0          |         |           |                    |                    |                    |  |
|  | Tenerife   | Tenerife   | 0          |         |           |                    |                    |                    |  |
|  | RC Cannes  | RC Cannes  | 3          |         |           |                    |                    |                    |  |
|  | RC Cannes  | RC Cannes  | 3          |         | RC Cannes | RC Cannes          | 3                  |                    |  |
|  |            |            |            |         | RC Cannes | RC Cannes          | 3                  |                    |  |
|  |            |            | Bergamo    | Bergamo | 1         |                    |                    |                    |  |
|  | Eczacıbaşı | Eczacıbaşı | Bergamo    | Bergamo | 1         | 0                  |                    |                    |  |
|  | Eczacıbaşı | Eczacıbaşı |            |         |           | 0                  |                    |                    |  |
|  | Bergamo    | Bergamo    | 3          |         |           | Finale 3º/4º posto | Finale 3º/4º posto | Finale 3º/4º posto |  |
|  | Bergamo    | Bergamo    | 3          |         |           |                    |                    |                    |  |
|  |            |            |            |         |           |                    |                    |                    |  |
|  |            |            |            |         |           | Tenerife           | Tenerife           | 2                  |  |
|  |            |            |            |         |           | Tenerife           | Tenerife           | 2                  |  |
|  |            |            |            |         |           | Eczacıbaşı         | Eczacıbaşı         | 3                  |  |